# Ахтиял
Ахтиял (баш. Ахтиял) — деревня в Янаульском районе Республики Башкортостан Российской Федерации. Входит в состав Истякского сельсовета.

## География

### Географическое положение
Находится по обоим берегам реки Каймашинка. Расстояние до:
- районного центра (Янаул): 8 км,
- центра сельсовета (Истяк): 3 км,
- ближайшей ж/д станции (Янаул): 8 км.

## История
Деревня Ахтиял возникла предположительно в середине XVII века. В 1721 году здесь было 6 дворов.
В 1748 году II ревизией учтеной 19 ревизских душ ясачных татар. В 1795 году показано 40 мужчин и 27 женщин тептярей.
В 1816 году — 54 души мужского пола тептярей из татар, а также 38 душ мужского пола башкир-вотчинников Уранской волости в деревне Исемметово, считавшейся частью Ахтияла.
В 1834 году по VIII ревизии учтено 25 дворов и 135 человек. В 1842 на это количество приходилось 175 десятин пашни, 20 десятин леса и 6 — усадебной земли.
Жители имели 55 лошадей, 58 коров, 117 овец, 25 коз; у пчеловодов было 20 ульев. Имелись мечеть и мельница. В 1859 году — также 135 человек.
В 1870 году — деревня Ахтиалова (Исенбаева, Исельметева) 3-го стана Бирского уезда Уфимской губернии, 34 двора и 188 жителей (104 мужчины и 84 женщины). Имелись мечеть, училище, водяная мельница.
В 1896 году в деревне Ахтиял Байгузинской волости IV стана Бирского уезда — уже 78 дворов и 452 жителя (240 мужчин, 212 женщин). В деревне Иссеметь в тот же период — 61 двор, 164 мужчины и 162 женщины, мечеть.
В 1906 году в Ахтияле 496 жителей.
По данным подворной переписи, проведённой в уезде в 1912 году, деревни Ахтиалова и Исметево входили в состав Истяковского сельского общества Байгузинской волости. В первой имелось 107 хозяйств тептярей, где проживало 560 человек (283 мужчины, 277 женщин), во второй — 77 хозяйств башкир с 402 жителями (по 201 мужчине и женщине).
Количество надельной земли деревни Ахтиалова составляло 1280 казённых десятин (из неё 137,79 десятин сдано в аренду), в том числе 1030 десятин пашни и залежи, 105 десятин сенокоса, 102 десятины леса, 25 десятин усадебной земли и 18 — неудобной земли. Также 57,25 десятин было арендовано. Посевная площадь составляла 519,18 десятин, из неё 53,66 % занимала рожь, 33,64 % — овёс, 8,15 % — картофель, остальные культуры (в основном греча и полба) занимали 4,54 % посевной площади. Из скота имелось 158 лошадей, 186 голов КРС, 357 овец и 22 козы. 4 хозяйства держали 6 ульев пчёл. 11 человек занимались промыслами.
Деревне Исметево принадлежало 1288 десятин надельной земли (из неё 136,13 десятин сдано в аренду), в том числе 1029 десятин пашни и залежи, 111 десятин сенокоса, 110 десятины леса, 20 десятин усадебной земли и 18 — неудобной земли. Также 66,71 десятин было арендовано. Посевная площадь составляла 459,98 десятин, из неё 46,5 % занимала рожь, 36,3 % — овёс, 7 % — греча, 6,5 % — горох, 2,5 % — полба, остальные культуры занимали 1,2 % посевной площади. Из скота имелось 130 лошадей, 192 головы КРС, 305 овец и 32 козы. 8 хозяйств держали 86 ульев пчёл. 13 человек занимались промыслами.
В 1920 году по официальным данным в деревне Ахтиял той же волости 108 дворов и 535 жителей (271 мужчина, 264 женщины), в Исеметево — 74 двора и 404 жителя (177 мужчин, 227 женщин), по данным подворного подсчета — 582 тептяря в 110 хозяйствах в деревне Ахтиял и 422 башкира в 73 хозяйствах в деревне Исеметево.
В 1926 году деревни относились к Янауловской волости Бирского кантона Башкирской АССР.
К 1939 году деревня Исеметево вошла в состав Ахтияла. В этом году в деревне Ахтиял Истяковского сельсовета Янаульского района — 588 жителей (279 мужчин, 309 женщин).
В 1959 году в деревне Истякского сельсовета — 447 жителей (202 мужчины, 245 женщин), в 1970-м — 424 человека (215 мужчин, 209 женщин).
В 1979 году — 401 человек (201 мужчина, 200 женщин), в 1989-м — 342 жителя (165 мужчин, 177 женщин).
В 2002 году — 344 человека (171 мужчина, 173 женщины), башкиры (80 %).
В 2010 году — 353 человека (175 мужчин, 178 женщин).
Имеются сельский клуб, фельдшерско-акушерский пункт.

## Население
| 2002 | 2009 | 2010 |
| ---- | ---- | ---- |
| 344  | ↗366 | ↘353 |